# Coahoma
Coahoma és una localitat al comtat de Coahoma a l'estat de Mississipi. Segons el cens del 2000 tenia 325 habitants. Coahoma es va fundar a la dècada de 1880 i va rebre el nom de la seva ubicació al comtat de Coahoma.

## Demografia
Segons el cens del 2000, Coahoma tenia 325 habitants, 110 habitatges, i 74 famílies. La densitat de població era de 1.394,3 habitants per km².
Dels 110 habitatges en un 40,9% hi vivien nens de menys de 18 anys, en un 14,5% hi vivien parelles casades, en un 45,5% dones solteres, i en un 32,7% no eren unitats familiars. En el 29,1% dels habitatges hi vivien persones soles el 14,5% de les quals corresponia a persones de 65 anys o més que vivien soles. El nombre mitjà de persones vivint en cada habitatge era de 2,95 i el nombre mitjà de persones que vivien en cada família era de 3,65.
Per edats la població es repartia de la següent manera: un 41,8% tenia menys de 18 anys, un 9,2% entre 18 i 24, un 28,3% entre 25 i 44, un 10,8% de 45 a 60 i un 9,8% 65 anys o més.
L'edat mediana era de 23 anys. Per cada 100 dones de 18 o més anys hi havia 57,5 homes.
La renda mediana per habitatge era de 13.882 $ i la renda mediana per família de 14.327 $. Els homes tenien una renda mediana de 25.625 $ mentre que les dones 16.250 $. La renda per capita de la població era de 5.840 $. Entorn del 55,6% de les famílies i el 55,3% de la població estaven per davall del llindar de pobresa.

## Poblacions properes
El següent diagrama mostra les poblacions més properes.